# Lac Duchat
Lac Duchat är en sjö i Kanada.   Den ligger i regionen Abitibi-Témiscamingue och provinsen Québec, i den sydöstra delen av landet, 400 km nordväst om huvudstaden Ottawa. Lac Duchat ligger 300 meter över havet. Arean är 2,9 kvadratkilometer. Den sträcker sig 1,2 kilometer i nord-sydlig riktning, och 5,1 kilometer i öst-västlig riktning.
I omgivningarna runt Lac Duchat växer i huvudsak blandskog. Trakten runt Lac Duchat är nära nog obefolkad, med mindre än två invånare per kvadratkilometer.